# 봉오동 전투 (영화)
《봉오동 전투》는 2019년에 개봉한 대한민국의 영화이다. 원신연 감독이 지휘제작하였던 영화로 1920년 실제 중국 지린 성에 있는 봉오동에서 홍범도, 최진동이 이끄는 한국 독립군들이 일본군과의 격렬한 교전 끝에 승리를 거두었던 봉오동 전투를 영화로 그려낸 작품이다.

## 캐스팅
- 유해진 : 황해철 대한독립군 역 - 이 영화의 메인 주인공.
- 류준열 : 이장하 대한독립군 분대장 역 - 이 영화의 주인공.
- 조우진 : 마병구 대한독립군 역 - 이 영화의 주인공.
- 키타무라 카즈키 : 야스카와 지로 월강추격대장 역[1] - 이 영화의 메인 빌런이자 최종 보스.
- 이케우치 히로유키 : 쿠사나기 일본군 중위 역 - 이 영화의 중간 보스.
- 박지환 : 아라요시 시게루 일본군 중위 역 - 이 영화의 만악의 근원.
- 다이고 코타로 : 유키오 일본군 일병 역
- 최유화 : 임자현 역 - 이 영화의 히로인.
- 성유빈 : 개똥이 역
- 이재인 : 춘희 역
- 원풍연 : 이진성 역
- 양현민 : 아가리 역
- 홍상표 : 재수 역
- 원진 : 길산 역
- 정미남 : 해철부하 역
- 주광현 : 해철부하 역
- 이대광 : 해철부하 역
- 박도하 : 해철부하 역
- 박지열 : 해철부하 역
- 박야성 : 해철부하 역
- 박훈 : 장하포수 역
- 노재훈 : 장하포수 역
- 홍진기 : 장하포수 역
- 양정두 : 장하포수 역
- 정윤철 : 장하포수 역
- 백종승 : 겡게독립군 역
- 김규백 : 겡게독립군 역
- 이동용 : 장군 역
- 서정식 : 장군 역
- 고민시 : 화자 역
- 한국인 : 어린해철 역
- 곽예준 : 해철동생 역
- 김세한 : 어린장하 역
- 박승준 : 춘희동생 역
- 어주선 : 최 노인 역
- 김철윤 : 독립군징수대원 역
- 노시홍 : 정동성당신부
- 박영복 : 피난촌민 역
- 윤병희 : 피난촌민 역
- 윤종구 : 삼둔자촌장 역
- 이예지 : 삼둔자생존촌민 역
- 심소영 : 중국무당 역
- 강준석 : 촌민포로 역
- 김연 : 촌민포로 역
- 김승완 : 촌민포로 역
- 한도진 : 촌민포로 역
- 강신형 : 촌민포로 역
- 김경로 : 독립군포로대역
- 윤선용 : 낚시꾼 역
- 곽진석 : 호랑이대역
- 권성영 : 사토 역
- 손민호 : 겐쇼 역
- 전중용 : 정찰조장 역
- 염석무 : 월강추격대포수 역
- 유명훈 : 월강추격대조장 역
- 유경훈 : 월강추격대 통역병 역
- 강내균 : 월강추격대의무병 역
- 이관훈 : 척후기마병 역
- 오상윤 : 산포반장 / 남양수비대포로 역
- 최민식 : 홍범도 역 (특별출연)
- 박희순 : 독립군 포로 역 (특별출연)

## 논란
개봉을 2일 앞둔 2019년 8월 5일에 봉오동 전투 촬영팀이 강원도 동강에서 서식하는 야생화인 할미꽃 자생지를 영화 촬영중에 훼손하였다는 논란이 일어났다. 이에 제작사측은 영화촬영이라는 특수성으로 인해서 부득이 자연을 훼손한 것에 공식적으로 사과문을 올렸으며 대한민국 환경부와 해당 지자체 등에 벌금을 납부하였다고 입장을 밝혔다.
한편 원신연 감독은 한국경제신문 기자와의 인터뷰에서 본인도 영화촬영 당시 자연을 훼손하지 않기위해 심혈을 기울였으나 이런 일이 일어난 것에 대해서 안타까움을 표하였다.

## 수상
- 2019년 제27회 대한민국 문화연예대상 영화부문 대상
- 2019년 제27회 대한민국 문화연예대상 영화부문 감독상 - 원신연
- 2019년 제6회 한국영화제작가협회상 촬영상 - 김영호
- 2019년 제6회 한국영화제작가협회상 음향상 - 공태원
- 2020년 제25회 춘사영화제 감독상 - 원신연
- 2020년 제25회 춘사영화제 기술상 - 김영호(촬영)

## 촬영지 또는 협찬로고
- 1. 제주도
- 2. 경기도 가평군
- 3. 충청남도 논산시 션샤인 스튜디오
- 4. 대전 스튜디오큐브
- 5. 강원도 춘천시 봄내영화촬영소
- 6. 충청북도 충주시
- 7. 경상남도 밀양시
- 8. 경상북도 청도군
- 9. 경기도 포천시
- 10. 경기도 남양주시 스튜디오
- 11. 경기도 파주시 아트서비스
- 12. 서울 등